# Villeneuve-lès-Avignon
Villeneuve-lès-Avignon (okcitansko Vilanòva d'Avinhon) je naselje in občina v južnem francoskem departmaju Gard regije Languedoc-Roussillon. Naselje je leta 2012 imelo 12.232 prebivalcev.

## Geografija
Kraj leži v pokrajini Languedoc na desnem bregu reke Rone, nasproti Avignonu, 43 km severovzhodno od Nîmesa.

## Uprava
Villeneuve-lès-Avignon je sedež istoimenskega kantona, v katerega so poleg njegove vključene še občine Les Angles, Pujaut, Rochefort-du-Gard in Saze s 34.036 prebivalci.
Kanton Villeneuve-lès-Avignon je sestavni del okrožja Nîmes.

## Zanimivosti
|  |  |  |

Villeneuve-lès-Avignon je na seznamu francoskih umetnostno-zgodovinskih mest.
- Chartreuse Notre-Dame-du-Val-de-Bénédiction z grobnico papeža Inocenca VI.,
- gotska kolegialna cerkev Notre-Dame de Villeneuve-lès-Avignon iz 14. stoletja,
- Trdnjava sv. Andreja z nekdanjo benediktinsko opatijo iz 14. stoletja,
- Stolp Filipa Lepega, ustanovitelja kraja, iz 14. stoletja,
- Muzej lepih umetnosti Pierre-de-Luxembourg, nekdanja palača kardinalov iz 14. stoletja.

- Chartreuse du Val de Bénédiction
- Grobnica papeža Inocenca VI.
- Le Couronnement de la Vierge (1453-1454), delo d'Enguerrand Quartona
 Muzej lepih umetnosti

## Pobratena mesta
- Gytheio (Peloponez, Grčija),
- Peñíscola (Valencia, Španija),
- Rheinbach (Severno Porenje - Vestfalija, Nemčija),
- San Miniato (Toskana, Italija).